# LT vz. 38

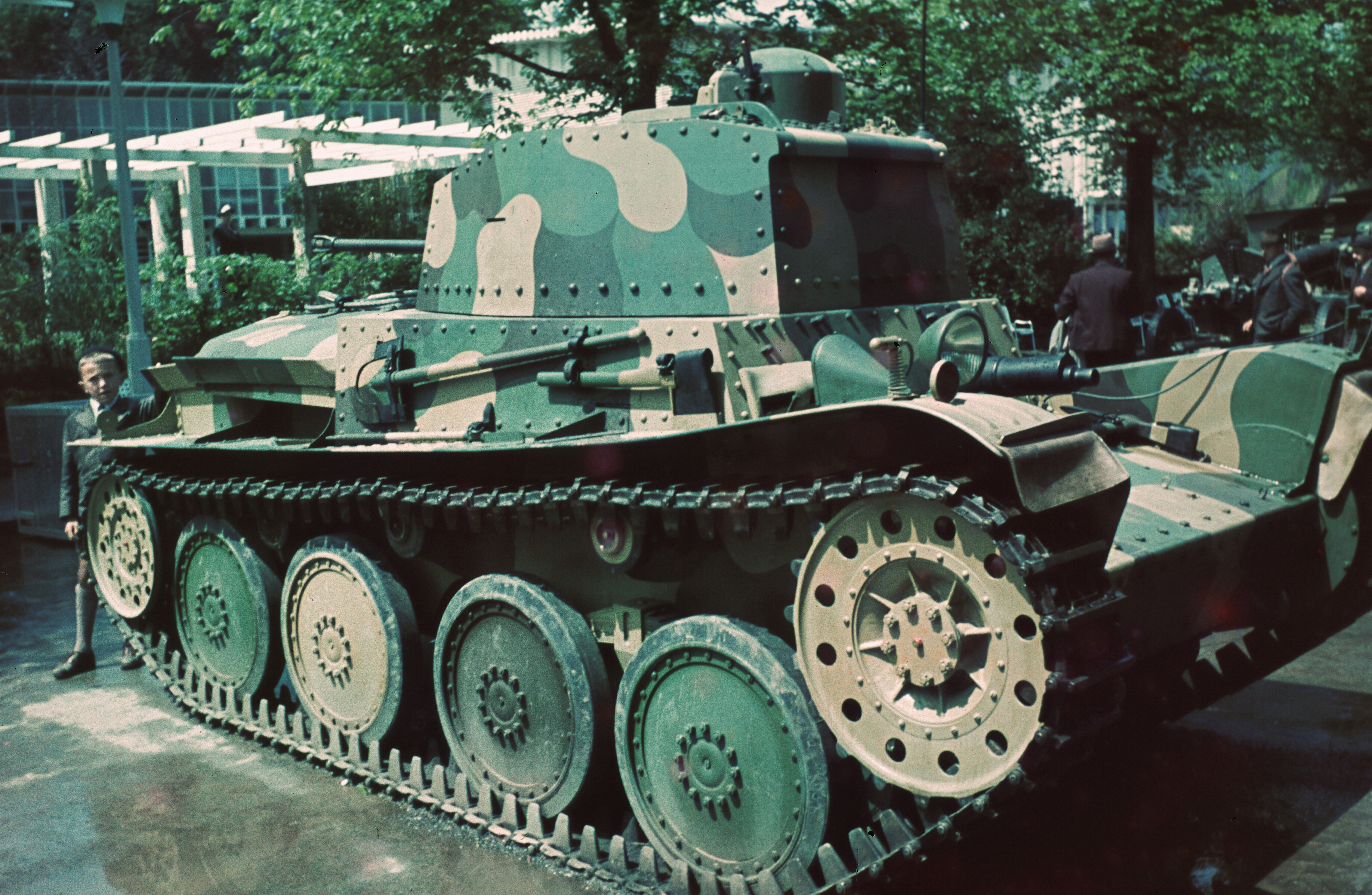
Czołg LT vz. 38 armii szwajcarskiej na wystawie w Zurychu w 1939

LT vz. 38 – czechosłowacki czołg lekki (Lehký tank vzor 38), używany przez armię niemiecką w czasie II wojny światowej pod nazwą Panzerkampfwagen 38(t) (PzKpfw 38(t)). Według nomenklatury producenta nazywany był Seria TNH, TNHPS, LTP i LTH.
PzKpfw 38(t) produkowany był do 1942. Jego produkcja została zakończona, gdyż stosunkowo mała wieża czołgu nie mogła pomieścić coraz większych armat, które zaczęto montować w czołgach. Ponieważ sama konstrukcja podwozia, układu napędowego i silnika była bardzo udana oraz sprawdzona w bojach, na podstawie tego czołgu utworzono wiele innych konstrukcji nie wymagających wieżyczki, takich jak działa pancerne, niszczyciele czołgów Marder i Hetzer czy samobieżne działa przeciwlotnicze. Szwedzka odmiana tego czołgu Strv m/41 pozostała w służbie do lat 70. XX wieku.

## Historia
W 1935 czeska fabryka czołgów ČKD rozpoczęła prace nad następcą czołgu LT vz. 35, który był produkowany w kooperacji ze Škodą. LT vz. 35 był bardzo złożoną konstrukcją z szeregiem poważnych wad, ČKD chciało rozpocząć produkcję lepszego modelu dla Wojska Czechosłowacji, jak i na eksport.
Czołg nie posiadał zawieszenia Christiego. Używał on zwykłego, popularnego wówczas zawieszenia na resorach piórowych. Powodem pomyłki, powtarzanej w niektórych publikacjach, były bardzo duże koła jezdne, przypominające te stosowane w czołgach o zawieszeniu Christiego. Koła jezdne były zgrupowane w pary, każda była zawieszona na wspólnym piórze. Nad kołami jezdnymi znajdowały się rolki podtrzymujące (dwie na każdą stronę czołgu).
LT vz. 38 okazał się bardzo udaną konstrukcją i sukcesem eksportowym: 50 czołgów zostało sprzedanych do Iranu, 24 do Peru i Szwajcarii, zamówienie zostało także złożone przez Łotwę, a w 1938 armia czeska złożyła zamówienie na 150 egzemplarzy modelu TNHPS.
Po zajęciu Czechosłowacji przez Niemcy, kontynuowano produkcję tego czołgu. Był on dużo lepszym pojazdem niż standardowe wtedy niemieckie czołgi lekkie PzKpfw I i PzKpfw II, a były porównywalne z aktualną wersją PzKpfw III pod względem grubości pancerza frontowego (początkowo 25 mm, od wersji E 50 mm) i uzbrojenia.
Nieco zmodyfikowane podwozie PzKpfw 38(t) zostało użyte do konstrukcji bardzo udanego niszczyciela czołgów Marder III i Jagdpanzer 38(t).

## Opis techniczny
Unikatowymi cechami konstrukcyjnymi były: działo kal. 3,7 cm, które było potężne, jak na czołg lekki, oraz nitowany pancerz. Uzbrojenie to, w postaci armaty 3,72 cm L/47,8, było lepsze od niemieckiego czołgu lekkiego, a pancerz przedni, wynoszący 25 mm, był tylko nieznacznie słabszy niż Panzerkampfwagen III i Panzerkampfwagen IV (wczesne wersje ~30 mm). W późniejszych wariantach przedni pancerz został wzmocniony do 50 mm. Największą słabością pojazdu był nitowany pancerz: w przypadku trafienia, nity mogły odpaść i zranić lub zabić załogę w przedziale bojowym, nie przebijając pancerza; gdyby nity zostały wydmuchane na zewnątrz, towarzysząca piechota mogłaby zostać trafiona.

## Modele
- TNHP – wersja eksportowa do Iranu, który jako pierwszy złożył zamówienie.
- LTP – wersja eksportowa do Peru.
- LTH – wersja eksportowa do Szwajcarii.
- LLT – dla Litwy.
- Strv m/41 – licencyjna wersja budowana w Szwecji.
- Sav m/43 – szwedzkie działo pancerne na podwoziu TNH, produkowane w Szwecji.
- Panzer 38(t) A-D – niemieckie wersje czołgu TNH.
- Panzer 38(t) E-G – niemieckie wersje z pancerzem frontowym o grubości 50 mm.
- Panzer 38(t) Ausf S – model przeznaczony dla Szwecji, ale używany w armii niemieckiej.
- SdKfz 138 Marder III – działo pancerne z armatą 75 mm z lekkim, niezadaszonym kadłubem.
- SdKfz 139 Marder III – odmiana Mardera III uzbrojona w zdobyczne działo radzieckie 76,2 mm.
- SdKfz 138/1 Grille – samobieżne działo polowe uzbrojone w armatę 150 mm, a także nieuzbrojona wersja tego pojazdu używana jako pojazd amunicyjny.
- SdKfz 140 Flakpanzer 38(t) Gepard – samobieżne działo przeciwlotnicze z działkiem 20 mm.
- SdKfz 140/1 Aufklärungspanzer 38(t) – lekki czołg rozpoznawczy.
- Jagdpanzer 38(t) – niszczyciel czołgów z armatą 75 mm L/48 (o długości lufy 48 kalibrów).

## Historia operacyjna
PzKpfw 38(t) służył w czasie kampanii wrześniowej w Polsce (3 Dywizja Lekka), w czasie ataku na Francję w 1940 i w początkowej fazie ataku na ZSRR. Od 1941 został wycofany z linii frontu, ponieważ nie był wystarczającym przeciwnikiem dla radzieckich T-34.
PzKpfw 38(t) w wersjach jako działo pancerne i niszczyciel czołgów był konstrukcją bardzo udaną i służył do końca wojny.
Flakpanzer 38(t) nie był takim sukcesem, jak inne wersje tego czołgu, był zbyt słabo uzbrojony i opancerzony, aby stawać do walki z alianckimi samolotami myśliwsko-bombowymi, dla których był częstym celem. Jego opancerzenie było tak cienkie, że było z łatwością penetrowane przez pociski karabinów maszynowych samolotów.

## Rekonstrukcja historyczna
W sierpniu 2016 Muzeum Pojazdów Militarnych w Częstochowie zaprezentowało w pełni funkcjonalną replikę Panzerkampfwagen 38(t), która została wybudowana w skali 1:1.